# Vid Botono
Vid Botono, hvarski biskup 1322. godine. Iz zadarske plemićke obitelji Botono. Brat zadarskog biskupa Ivana, čiji je sinovac Vito ml., također bio hvarski biskup.